# Transporte aéreo

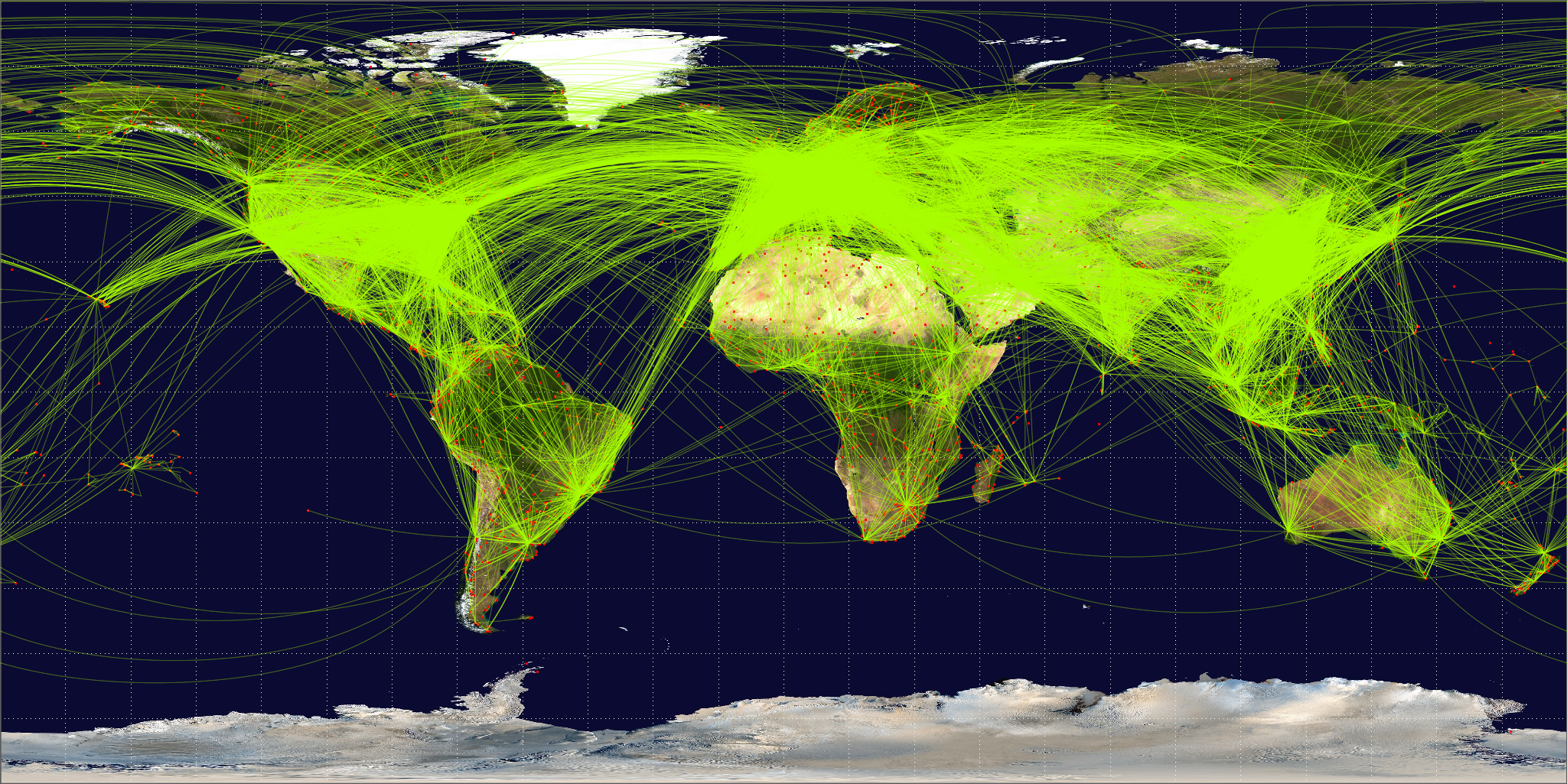
Mapa das rotas aéreas comerciais de todo o mundo em outubro de 2024.

O transporte aéreo é o movimento de pessoas e mercadorias pelo ar com a utilização de aviões, balões, dirigíveis ou helicópteros. Em 2020 a ANAC emitiu um Certificado de Autorização de Voo Experimental (CAVE) para que uma empresa iniciasse entrega de produtos (dentro do Brasil) utilizando aeronaves não tripuladas, popularmente conhecidas como drones, o que inseriu o equipamento como um dos meios de transporte aéreo. O transporte aéreo é usado preferencialmente para movimentar passageiros, carga e mercadorias urgentes ou de alto valor.
A partir da Segunda Guerra Mundial a aviação comercial assistiu a um grande desenvolvimento, transformando o avião em um dos principais meios de transporte de passageiros e mercadorias no contexto mundial.
O transporte aéreo foi o que mais contribuiu para a redução da distância-tempo, ao percorrer rapidamente longas distâncias. Rápido, cômodo e seguro, o avião suplantou outros meios de transporte de passageiros a médias e longas distâncias.
Este meio de transporte implica construção de estruturas muito especiais. Os aeroportos requerem por vezes enormes espaços e complicadas instalações de saída e entrada dos voos. Por outro lado, os custos e a manutenção de cada avião são bastante elevados. Tudo isto contribui para encarecer este meio de transporte.
Voar sempre foi um dos grandes sonhos da humanidade. As primeiras menções ao voo constam da mitologia com Ícaro e seu pai Deadolos, seguido dos estudos de Leonardo da Vince. Primeiro vieram os balões, no final do século XVIII, que ganhavam os céus graças à utilização de gases mais leves que o ar, como hidrogênio e hélio. Em 1900, o conde alemão Ferdinand von Zeppelin ia mais além, inventou o zepelim, um enorme dirigível, feito de metal e cheio de hidrogênio.
Três anos depois, em 1903, os irmãos estadunidenses Wilbur e Orville Wright deram um voo ainda mais alto. Eles conseguiram manter uma embarcação por 59 segundos no ar. Era um avião primitivo, que foi lançado por uma espécie de catapulta. Mas quem conseguiu pilotar um avião pela primeira vez, sem rampas nem ajuda externa, foi o brasileiro Alberto Santos Dumont, em 1906. Isso foi na França e o nome do avião era 14-Bis. Dumont também foi o primeiro a controlar o voo de um veículo mais leve que o ar, o dirigível N-6, auxiliando em muito os intentos de Zepelim.
Até hoje, estadunidenses e brasileiros disputam o título de inventor do avião. Para os estadunidenses, foram os irmãos Wright, por serem os primeiros a voarem com um aparelho mais pesado que o ar e com um motor a combustão interna, embora não haja provas concretas deste voo através de filmagens e houvesse apenas três testemunhas no local além dos irmãos. Para os brasileiros, Santos Dumont, por ser o primeiro a voar sob os olhares de juízes e de uma multidão, além da cobertura feita pela imprensa na época e a existência ainda hoje de uma gravação em rolo do momento em que o 14-bis deixava o chão. A verdade é que a invenção do brasileiro, além de melhor documentada foi mais eficiente, porque voou por conta própria, somente com o impulso dado pelo motor, ou seja, por seus próprios meios. A dos estadunidenses necessitava de um impulso externo, ou seja, não obteria a velocidade necessária por seus próprios meios.

## Linhas aéreas
As linhas aéreas cobrem todo o mundo, mas de forma irregular encontrando-se uma maior densidade nos países desenvolvidos, e países recentemente industrializados
- Vantagens:
  - É o mais rápido para transportar passageiros a pequenas, médias e grandes distâncias.
  - Grande liberdade de movimentos.
  - É dos mais seguros e cômodos.
  - É o mais adequado para o transporte de mercadorias de elevado valor (diamantes, instrumentos de óptica, produtos farmacêuticos, etc.) e de mercadorias perecíveis (frutas, flores, etc.)
- Desvantagens
  - Elevada poluição atmosférica, devido à emissão de dióxido de carbono.
  - Poluição sonora nas áreas circundantes aos aeroportos.
  - Forte consumidor de espaço, devido à construção das infraestruturas.
  - Elevado consumo de combustível.
  - É muito dispendioso.
  - Algumas áreas estão congestionadas, devido à densidade do tráfego, gerando problemas de segurança.
  - Muita dependência das condições atmosféricas (nevoeiro, ventos fortes…).
  - Reduzida capacidade de carga (em relação a transportes marítimo e ferroviário).

## Aeroportos
- Localização: os aeroportos localizam-se, normalmente longe das cidades, por questões de segurança e acessibilidade, entretanto ainda vemos alguns aeroportos dentro de zonas urbanas.
- Periferia: em torno dos aeroportos desenvolvem-se bairros de hotéis, escritórios indústrias, redes de auto-estradas e de vias-férreas.

A maior parte do tráfego de produtos de alta tecnologia é feita por via aérea. Por este motivo muitas indústrias instalam-se cada vez mais, nas proximidades dos aeroportos internacionais, o que contribui para o desenvolvimento destes espaços.

## Transporte aéreo no Brasil
A Aviação Brasileira cresceu muito nos últimos anos, com o surgimento de novas companhias aéreas e a modernização das demais, foi possível aumentar o número de assentos disponíveis na malha aérea e popularizar o transporte aéreo no Brasil.
As maiores empresas aéreas brasileiras são: TAM (agora LATAM) Gol, VARIG (extinta), OceanAir (extinta), novas empresas aéreas como a WebJet (extinta), Azul estão entrando na competição com as grandes empresas, com essa maior concorrência foi possível melhorar o serviço e reduzir as tarifas.
Grandes companhias internacionais também operam no Brasil: American Airlines, Continental (não voa mais no Brasil) United Airlines, Delta, Lufthansa, Iberia, Japan Airlines (não voa mais no Brasil) South African Airways, British Airways, Air France, Air Canada, Copa Airlines, TAP Portugal, Turkish Airlines, Korean Air (somente com cargas) Emirates e outras mais.
Em 2006 foram voadas aproximadamente 847.000 horas no Brasil, a grande maioria para o mercado doméstico (aproximadamente 685.000), e uma pequena minoria para o internacional (aproximadamente 162.000 horas), o que demonstra um pequeno crescimento com relação a 2005 (824.000)

## Transporte aéreo em Portugal
Ao contrário do que se pensa em outros países, a TAP Portugal (Transportes Aéreos Portugueses), não foi a primeira companhia aérea a ser fundada em Portugal, e sim a SATA, em 21 de Agosto de 1941. A sociedade começou com o nome de "Sociedade Açoriana de Estudos Aéreos", e seu primeiro voo foi entre as ilhas de São Miguel e Santa Maria com um Beechcraft com capacidade para sete passageiros, em 15 de Junho de 1947. A TAP foi fundada em 14 de Março de 1945, quatro anos depois da primeira companhia aérea portuguesa, e, logo depois começou a operar a primeira rota comercial entre Lisboa e Madrid, com dois DC-3, que compunham sua frota